# Proyector TRC

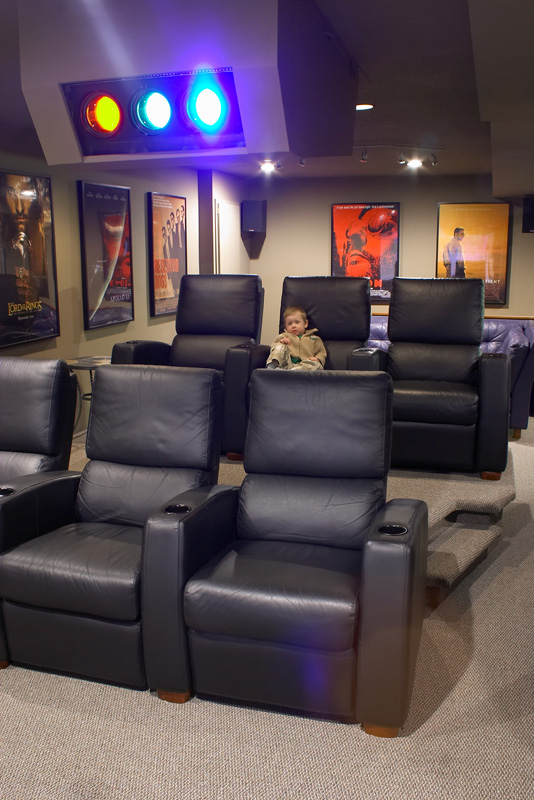
Proyector a CRT Zenith 1200 (2006)

Un proyector TRC o proyector CRT es un tipo de proyector de vídeo en el que se genera la imagen como en un televisor normal mediante tubos de rayos catódicos. Típicamente, se utilizan tres tubos de rojo, verde y azul para producir tres imágenes diferentes que deben superponerse perfectamente a fin de obtener una imagen en color. La superposición de imágenes se realiza mediante lentes. Existen varios diseños de lentes, entre los que se incluyen las lentes «directas» a CRT y las Schmidt-CRT.

## Ventajas y desventajas

### Ventajas
- Larga vida útil. Los CRT mantienen una buena calidad de brillo hasta más de 10 000 horas.
- Compatible con una muy buena resolución de color, brillo y tamaño de la imagen.
- Si se establece un tiempo, no es necesario realizar un mantenimiento diferente al resto de las lámparas del proyector.
- Excelente nivel de negros en comparación a los proyectores LCD y DLP.
- Al igual que los monitores CRT, la resolución de imagen y la tasa de refresco no son fijos y varían dentro de unos límites. Las imágenes entrelazadas se pueden mostrar directamente sin necesidad de aplicar mecanismos para desentrelazarlas.

### Desventajas
- Peso. Los tubos de rayos catódicos son considerablemente más grandes y pesados que los sistemas LCD y DLP.
- El nivel de brillo máximo es inferior al de los proyectores LCD y DLP.
- Los proyectores CRT mal ajustados pueden provocar divergencias en el color o distorsión geométrica.
- La instalación y configuración requiere más tiempo que con los proyectores LCD y DLP.
- Es más caro que otros tipos de proyectores.
- Mayor consumo de energía que los proyectores LCD y DLP.

## Obsolescencia de la tecnología
Los retroproyectores de vídeo a CRT se usaron mayoritariamente durante la década de 1980-1990, especialmente en el ámbito profesional, debido a su elevado precio. La señal de vídeo de entrada podía provenir de diferentes fuentes, como un sintonizador de televisión (terrestre o vía satélite), un ordenador personal, etc.
Hasta la década de 1990 era la única tecnología de proyectores de vídeo para pantallas que alcanzaba una diagonal de más de 100 pulgadas (254 cm). En esa década comenzaron a aparecer los proyectores LCD —mucho más pequeños y económicos— que dejaron obsoletos a los CRT.